# Gastrimargus nubilus
Gastrimargus nubilus är en insektsart som beskrevs av Boris Petrovich Uvarov 1925. Gastrimargus nubilus ingår i släktet Gastrimargus och familjen gräshoppor. Inga underarter finns listade i Catalogue of Life.